# Neue Mühle (Erfurt)

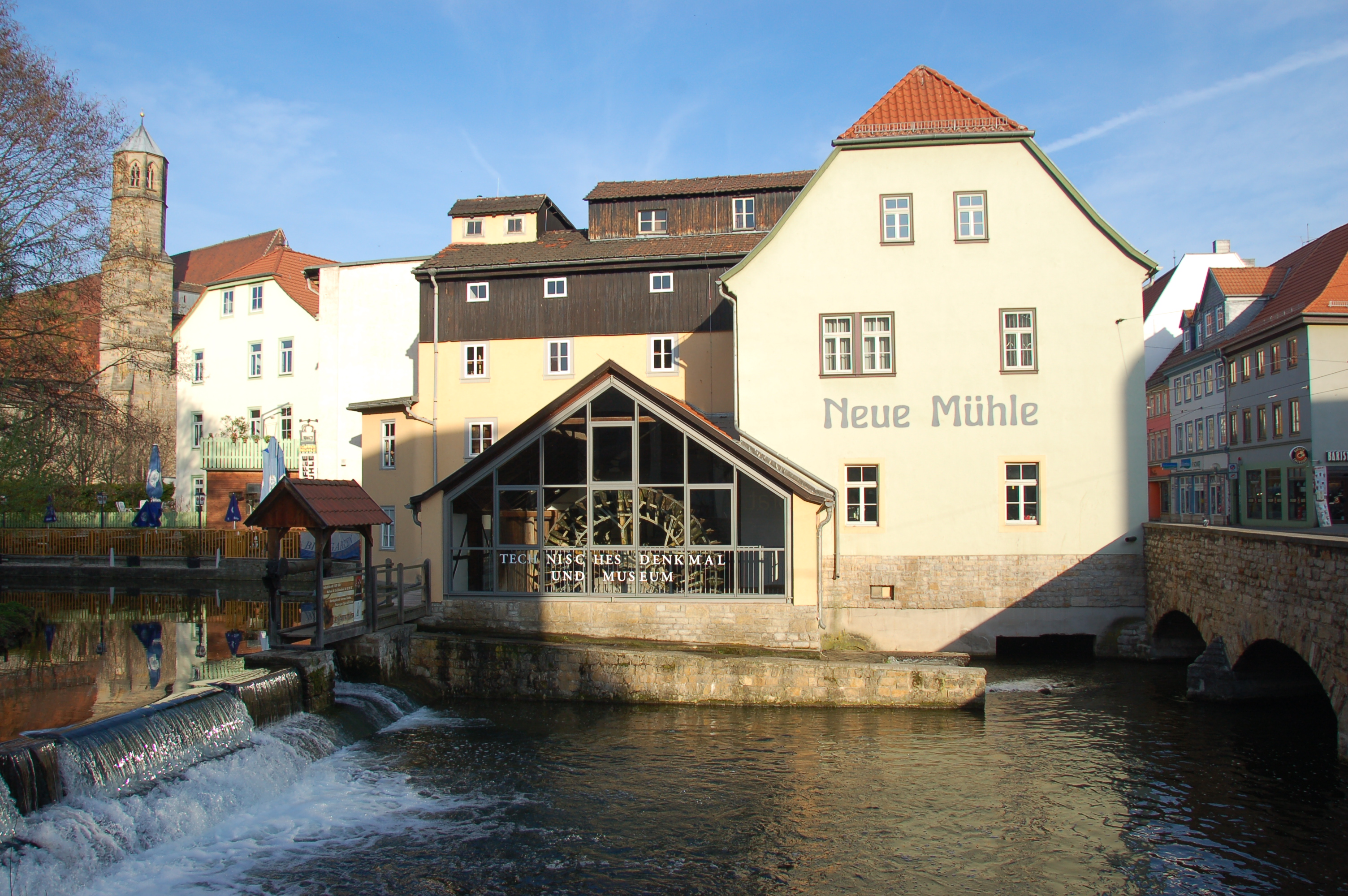
Außenansicht

Die Neue Mühle ist ein technisches Museum an der Schlösserbrücke in der thüringischen Landeshauptstadt Erfurt. Sie liegt an einem Nebenarm des kleinen Flusses Gera, welcher die Wasserkraftanlage der Mühle betreibt. Sie beinhaltet eine Getreidemühle mit einem unterschlächtigen Zuppinger-Wasserrad und ist die letzte funktionsfähige Mühle von ehemals 60 in der Stadt. Ihren Namen als „Neue Mühle“ trägt sie seit ihrem Wiederaufbau nach dem Brand von 1735.
Besonders interessant ist der erhalten gebliebene Materialfluss über alle Etagen mittels Gurtbecherwerk. Es sind neben einem Mahlgang auch historische Walzenstühle, mehrere Plansichter und ein Mühlenbremsfahrstuhl zu sehen.

## Geschichte

### Von Entstehung und Zerstörung
Mehrere Nebenarme des Flusses Gera fließen mit relativ hoher Geschwindigkeit durch Erfurt. Dadurch wurden in der Stadt bis zu 60 Mühlen errichtet. Deshalb war es notwendig, dass 1332 eine Niederschrift zum Wasserrecht verfasst wurde. Diese regelte die Entnahme des Wassers für landwirtschaftliche Zwecke, Größe und Anzahl von Wasserrädern, Aufgaben der Müller bei der Flusspflege und die Höhe der Gefälle und Wehre der einzelnen Mühlen.
Die „Neue Mühle“ ist seit dem 13. Jahrhundert in den Quellen unter verschiedenen Namen nachweisbar:
Hirschmühle, Martinsmühle, Martinsmühle zum Hirsch, Mühle vor dem langen Steg, Mühle zum roten Hirsch, Hirschgensmühle. Im Finanzregister von Severi aus dem Jahre 1259 ist die Mühle als „molendium comitis“ (Grafenmühle) aufgelistet, was auf den Besitzer, Graf von Gleichen, hinweist.
1322 soll der Besitz der Mühle geteilt worden sein. Die Familien vom See und von Ludersborn zahlen jeweils den Zins für den vierten Teil und Konrad Hotermann für den halben Teil.
Nach 1331 wurde der Besitz wieder zusammengeführt.
Seit Ende des 16. Jahrhunderts ist die Familie Milwitz als Besitzer eingetragen.
Im Oktober 1736 brannten die Mühle und 70 Häuser in der Nähe des Predigerklosters ab.
Die „Neue Mühle“ wurde daraufhin neu aufgebaut und trägt seitdem diesen Namen.
1737 begann der Mahlbetrieb der Mühle, deren Besitzer nun Kammerrat Moliton und Reichs- und Hofrat Clemens waren, erneut.
1753 bekam sie das Recht, fünf Wasserräder zu betreiben und seit dem 18. Jh. sind freie Müller Besitzer der Mühle.
1867 wurde sie von Carl Köhler gekauft, der sie später modernisierte und Walzenstühle einbaute. Daraufhin wurde sie einige Zeit „Kunstmühle“ genannt. Von der Witwe Köhler kaufte sie Eduard Gruhn, dessen Sohn Heinrich der letzte Müller der Mühle war. Bis zum Verkauf 1982 an die Stadt wurde sie gewerblich als Mahlmühle betrieben.
Kurz nach Einbau eines neuen und leistungsstärkeren Antriebselementes, des sogenannten „Zuppinger-Wasserrades“, wurde 1895 auch noch ein Gasmotor notwendig, da sich die Wasserverhältnisse für den Mühlenbetrieb weiter verschlechtert hatten. Die Zahlung der Bausteuer hierfür lehnte Carl Köhler ab, da die Anlage den Betrieb der Mühle bei Niedrigwasser unterstützen sollte.
1919 wurde ein Drehstrommotor eingebaut, der an das städtische Stromnetz angeschlossen war.
Im Februar 1945 wurde die Mühle bei Bombenangriffen beschädigt, wodurch Schäden am Gebäude sowie am Wasserantrieb entstanden.

### Der Wiederaufbau seit dem Zweiten Weltkrieg

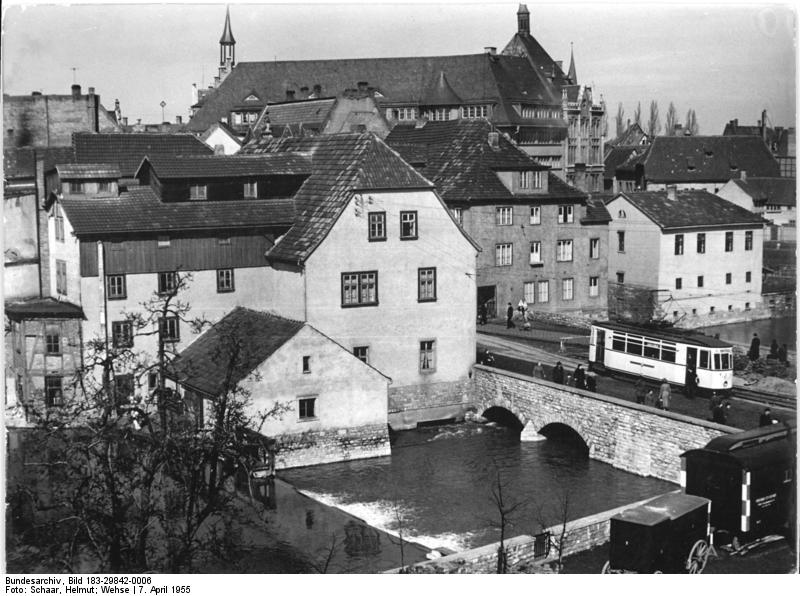
Ansicht im Jahre 1955

Der Wiederaufbau der im Zweiten Weltkrieg bei den Luftangriffen auf Erfurt teils zerstörten Mühle begann unmittelbar nach Kriegsende, da die Witwe Köhlers sofort einen Antrag auf Wiederaufbau stellte. Die Schlösserbrücke, an welcher die Mühle gelegen ist, wurde 1947/48 erneut verbreitert, wodurch die Grundstücksfläche 90 m2 kleiner wurde und die Vorderfassade abgerissen wurde. Zum Schutz des Wasserrades wurde Anfang der 50er Jahre ein massives Wasserhaus gebaut, wodurch nun auch der Mühlenbetrieb bei strengem Winter möglich war.
Nun hatte die Familie Gruhn die Mühle übernommen und baute 1951 zusätzlich zum Wasserrad eine Francisturbine und etwas später einen zusätzlichen Elektromotor ein. Als Reserve wurde schließlich ein 24 PS starker Dieselmotor aufgestellt und einige Maschinen, wie zum Beispiel die Walzstühle, wurden modernisiert.
Der Sohn der Familie Gruhn, Heinrich, betrieb sie trotz der immer stärker werdenden Konkurrenz der Industriemühlen und den vielen wirtschaftlichen und politischen Problemen, mit denen kleine Gewerbetreibende in der DDR ständig zu kämpfen hatten.
1982 wurde sie schließlich an die Stadt verkauft.
Heinrich Gruhn ist es zu verdanken, dass die Mühle in ihrer Originalität als Handwerksmühle im Wesentlichen mit dem technischen Stand des ausgehenden 19. Jahrhunderts und voll funktionsfähig erhalten geblieben ist.
Am 31. Oktober 1992 wurde die Mühle als Museum wiedereröffnet und eine Nebeneinrichtung des Erfurter Stadtmuseums.
Bis 1994 blieb Heinrich Gruhn seiner Mühle treu und arbeitete im Führungsbetrieb.
1996 wurde in die „Neue Mühle“ eine Energieerzeugungsanlage eingebaut, welche über die Wasserkraft der Gera mit dem originalen Wasserrad einen Generator betreibt. Hiermit wurden bis zum 31. Dezember 2011 289.164,0 kWh erzeugt.